# 개똥지빠귀
개똥지빠귀(영어: dusky thrush, 학명: Turdus euromus)는 지빠귀과에 속하는 새의 하나로, 시베리아 중부에서 동쪽으로 서식한다. 더 남쪽에 서식하는 노랑지빠귀(T. naumanni)와 밀접한 관련이 있으며 이 둘은 동종으로 간주되기도 했다. 그러나 오늘날에는 독립된 2종으로 분류하고 있다. 학명은 "지빠귀"를 가리키는 라틴어 Turdus와 "질서있는"을 뜻하는 고대 그리스어 eunomos에서 온 것이다.
이 종은 개방된 우림 지대에 서식하지만 노랑지빠귀와는 달리 개똥지빠귀는 산맥과 툰드라 끝 서식지에 더 잘 견딘다. 이 종은 철새이며 남쪽에서 동남아시아(주로 중국 및 이웃 국가들)로 겨울을 난다. 서유럽에서는 거주가 일정치 않고 보기 드물다. 2016년 12월 영국 더비셔 주에서 조류 관찰자들이 수백 마리의 개똥지빠귀를 보았다.
나무에 둥지를 틀며 어수선하지만 깔끔한 경계의 둥지에 3~5개의 알을 낳는다. 철새들은 종종 적은 무리를 형성한다. 다양한 곤충, 특히 모기, 지렁이, 산딸기류를 먹는 잡식성이다.
체격이 다부진 중간 크기이며 조그마한 회색머리지빠귀(fieldfare)의 구조를 연상시킨다. 뒷날개는 적갈색이며 창백한 눈썹이 있다.
등과 엉덩이는 어두운 갈색이며 얼굴, 가슴, 옆구리는 검은색이며 배와 아랫꼬리는 흰색이다. 이와 비교하여 노랑지빠귀의 등과 머리는 더 창백한 갈색을 띄며 얼굴, 가슴, 옆구리는 빨갛고 배와 아랫꼬리는 흰색이다.